# Judson Mills
Judson Mills (* 10. Mai 1969 in Washington, D.C.) ist ein US-amerikanischer Schauspieler.

## Biografie

### Karriere
Mills wuchs im Norden Virginias auf, in einem Haus, das vorher schon George Washington bewohnt hatte. Noch als Schüler betätigte er sich am Theater, er besuchte eine Waldorfschule in New Hampshire. Später ließ er sich noch in Miami an der Barry University ausbilden und nahm auch in New York Unterricht. Er wurde auf Long Island an der American Academy of Dramatic Arts angenommen, wo auch schon Filmgrößen wie Kirk Douglas ihre Ausbildung erhielten und schaffte es, auch im zweiten Jahr die Zulassung zu erhalten. Zwei Wochen vor seinem Abschluss wurde er jedoch aus der Akademie entlassen.
Seine erste Rolle erhielt Mills in der Fernsehserie As the World Turns. Man hatte die Akademie um eine Empfehlung für einen geeigneten Darsteller gebeten und wurde so auf Mills verwiesen. Nachdem er zweieinhalb Jahre für die Serie als Darsteller gearbeitet hatte, erhielt er direkt im Anschluss die Möglichkeit für einen einmaligen Auftritt in Law & Order.
Nachdem Mills nach Hollywood gezogen war, arbeitete der Photograph Dino May, der auch ein Freund Mills’ ist, als sein Manager. In den kommenden Jahren trat Mills in den verschiedensten Fernsehserien auf wie in Mord ist ihr Hobby oder CSI: Miami. Ab Ende der 1990er Jahre war Mills dann auch verstärkt in Kinoproduktionen zu sehen und spielte an der Seite berühmter Darsteller, beispielsweise Benicio del Toro. Von 1999 bis 2001 war er regelmäßig in der Fernsehserie Walker, Texas Ranger zu sehen.

### Privates
Bis heute ist Mills dreimal verheiratet gewesen. Zuerst von 1990 bis 1993 mit der Schauspielerin Christiaan Torrez, von 1997 bis 2002 mit Julie Mills, mit der er ein Kind hat. 2005 heiratete er Morgan Rae Mills, mit der er zurzeit zwei Kinder hat.

## Filmografie (Auswahl)
- 1991–1993: As the World Turns (Fernsehserie)
- 1994: Law & Order (Fernsehserie)
- 1994–1996: Mord ist ihr Hobby (Murder, She Wrote) (Fernsehserie)
- 1996: Die Fahrt ins Nirgendwo (Joyride)
- 1997: Kopf oder Zahl (American Perfekt)
- 1998: Gods and Monsters
- 1998: Zack and Reba
- 1998: Beverly Hills, 90210 (Fernsehserie)
- 1999: Der Chill Faktor (Chill Factor)
- 1999–2001: Walker, Texas Ranger (Fernsehserie)
- 2000: Akte X – Die unheimlichen Fälle des FBI (The X Files) (Fernsehserie)
- 2002: McCord – The President’s Man II (The President’s Man: A Line in the Sand)
- 2003: Dismembered
- 2005: CSI: Miami (Fernsehserie)
- 2005: Walker, Texas Ranger: Feuertaufe (Walker, Texas Ranger: Trial by Fire)
- 2006: Jesus, Mary and Joey
- 2008: Bones – Die Knochenjägerin (Bones) (Fernsehserie)
- 2010: Stacy's Mom
- 2011: Bird Dog (Fernsehfilm)
- 2011: Carnal Innocence (Fernsehfilm)
- 2024: I Wish You All The Best

## Weblink
- Judson Mills bei IMDb

| Personendaten    | Personendaten                  |
| ---------------- | ------------------------------ |
| NAME             | Mills, Judson                  |
| KURZBESCHREIBUNG | US-amerikanischer Schauspieler |
| GEBURTSDATUM     | 10. Mai 1969                   |
| GEBURTSORT       | Washington, D.C.               |